# Contea di Muju
La contea di Muju (Muju-gun; 무주군; 茂朱郡) è una delle suddivisioni della provincia sudcoreana del Nord Jeolla.